# Vision of Love
"Vision of Love" é uma canção da artista musical estadunidense Mariah Carey, contida em seu álbum de estreia homônimo (1990). Foi composta pela própria com o auxílio de Ben Marguiles, sendo produzida por Rhett Lawrence e Narada Michael Walden. A sua gravação ocorreu em 1988 nos estúdios Skyline Studios, localizados em Nova Iorque. Após fazer parte da fita demonstrativa enviada por Carey à Columbia Records, a faixa passou por diversas mudanças, como nos vocais e no arranjo musical. O seu lançamento como o primeiro single da carreira de Carey ocorreu em 15 de maio de 1990, através da Columbia Records.
Em termos musicais, "Vision of Love" apresenta um ritmo lento e é derivada do R&B e do soul, com os vocais de apoio sendo fornecidos pela própria artista, sendo a sua primeira canção a apresentar o whistle register. Liricamente, trata de uma relação passada e atual com um parceiro. Carey descreve a visão do amor que ela havia sonhado, bem como os sentimentos que seu amante a faz sentir. A faixa foi aclamada pela mídia especializada, a qual prezou a sua produção, a sua composição e o seu conteúdo lírico; os vocais de Carey foram prezados por diversos resenhadores, sendo destacada como a canção que popularizou o uso da melisma na música popular moderna, além de ser reconhecida como uma das melhores faixas da artista e uma das melhores escolhas para ser o single de estreia de uma cantora. Comercialmente, liderou as tabelas musicais do Canadá, dos Estados Unidos e da Nova Zelândia, classificando-se entre as dez melhores posições na Austrália, na Irlanda, nos Países Baixos e no Reino Unido. A canção tornou-se conhecida no Brasil por integrar a trilha sonora internacional da novela "Rainha da Sucata" da Rede Globo, como tema do personagem de Tony Ramos, Edu Figueroa, em 1990.
O vídeo musical correspondente foi dirigido por Bojan Bazelli e apresenta Carey em uma catedral com uma grande janela, onde ela canta a canção. A cantora apresentou "Vison of Love" em diversos programas e cerimônias, como The Oprah Winfrey Show, The Arsenio Hall Show e na 33ª cerimônia dos Grammy Awards. Além disso, ela a incluiu no repertório das turnês Music Box (1993), Daydream (1996), Butterfly (1998), Rainbow (2000), Charmbracelet (2003-04) e The Adventures of Mimi (2006).

## Antecedentes
Ao longo de 1986, Carey já havia começado a escrever músicas, enquanto cursava o ensino médio. Depois de compor uma música com seu amigo, Gavin Christopher, Carey conheceu um jovem baterista e compositor, Ben Margulies. Após uma reunião, inicialmente, tornaram-se amigos, a dupla começou a passar o tempo no antigo estúdio de seu pai, escrevendo materiais e compondo novas músicas. Juntos, a primeira música que fizeram teve o título de "Here We Go Around Again". Embora, a canção foi a primeira composição de Carey, nunca foi gravada por assinatura súbita Carey para Columbia. Enquanto o ano passava, tinham composto sete músicas para a fita demo de Carey; delas foi a versão tosca e inacabada de "Vision of Love". Em uma entrevista com Fred Bronson, Carey descreve como ela conheceu e passou a trabalhar com Margulies.
| “ | Nós precisávamos de alguém para tocar teclado para uma canção que eu fiz com Gavin Christopher. Ligamos para alguém e essa pessoa não poderia vir, tão por acaso que nós tropeçamos em Ben. Ben veio para a sessão, e ele realmente não sabia tocar teclado muito bem, ele é realmente mais de um baterista, mas depois do dia que mantivemos contato, nós eramos ligados como escritores. | ” |

Após o encontro de Brenda K. Starr e ser apresentado a Tommy Mottola, o futuro chefe da Sony Music Entertainment, a canção foi refeita em um estúdio profissional, com o apoio de dois produtores. Carey voou para Los Angeles para trabalhar com o Rhett Lawrence, um dos principais produtores do álbum. Depois de ouvir a versão original da canção, Lawrence descreveu como tendo "uma espécie de 50s confuções". Após Carey concordar em alterar a canção, Lawrence contemporizou seu tempo. "Vision of Love"foi gravado nos estúdios Skyline, em Nova York, e participou com Lawrence atrás do teclado, Margulies na bateria, o baixista Marcus Miller, tambor programador Ren Klyce e o guitarrista Jimmy Ripp. Lawrence foi vocalista de Carey a partir da versão demo original, e usou-os como os vocais de fundo para a versão final da música. Após a adição de instrumentação diferente da música, Lawrence e Narada Michael Walden produziu "Vision of Love".

## Composição e tema
"Vision of Love" é uma canção de amor com influências pop, gospel, soul e R&B. Incorpora pesados vocais de apoio durante a bridge da música e apresenta o uso do registro de assobios e do melisma de Carey. O autor Chris Nickson descreveu a música e seus vocais:

"['Vision of Love'] foi a introdução perfeita para a sua voz. Com um tempo ideal de dance lento, ela ainda conseguiu balançar, com vozes de fundo de Mariah (ela mesma, com várias faixas), respondendo a sua liderança. No refrão final, sua voz voou para aquelas notas altas de marca registrada antes dos instrumentos serem removidos, deixando Mariah cantando sozinha até o clímax da melodia".

"Visão do Amor" é definido em tempo comum e na clave do Dó maior. O alcance vocal de Carey se estende desde a nota baixa de E3 até a nota alta de apito de C7. As letras e melodias da música foram escritas e compostas por Carey, com Margulies, Miller, Klyce e Rip nos instrumentais. Lawrence e Walden produziram a música, que desviou-se bastante de sua versão original na demo de Carey. Michael Slezak da Entertainment Weekly escreveu sobre a instrumentação da música e vocais "Daqueles sintetizadores de assinatura sci-fi-à-à-, é inspirado o primeiro single de Mariah: até mesmo pessoas que se opõem a seus excessos vocais característicos têm dificuldade em criticar este empolgante trabalho, música com um toque de gospel sobre encontrar "aquilo que eu precisava".
As letras da música foram sujeitas a várias interpretações e sugeriram relações entre os críticos. Alguns notaram a relação entre Carey e Deus, enquanto outros apontam um com um amante. Carey cedeu a ambos, embora afirme que eles têm uma conexão com sua infância e com os obstáculos encontrados durante o crescimento. Michael Slezak escreveu "Embora não esteja claro se ela está celebrando um amor secular ou seu relacionamento com um poder superior, essa balada exuberante é uma experiência de escuta quase religiosa". Em uma entrevista com Ebony em 1991, Carey falou sobre as letras e o sucesso da música.

"Considere as letras: Orou através das noites / Sentiu tão sozinho / Sofreu de alienação / Carregou o peso por conta própria / Tive que ser forte / Então eu acreditei / E agora eu sei que consegui / Em encontrar o lugar que eu concebi. Bem, só porque você é jovem não significa que você não teve uma vida difícil, tem sido difícil para mim, se movimentar tanto, ter que crescer sozinha, basicamente sozinha, meus pais se divorciaram. Sempre me senti meio diferente de todos os outros em meus bairros, Eu era uma pessoa diferente - etnicamente e às vezes isso pode ser um problema, Se você olha de uma certa maneira todo mundo diz 'menina branca', e eu diria, 'Não não é isso que eu sou'".

De acordo com Nickson, Carey preferiu expressar seus sentimentos mais íntimos em suas canções, em vez de ficar deprimida e amarga durante as dificuldades de sua vida. "Você realmente tem que olhar para dentro de si mesmo e encontrar sua própria força interior, e dizer: 'Estou orgulhoso do que sou e de quem sou, e vou ser eu mesmo'."

## Recepção crítica
"Vision of Love" tem sido elogiado pelos críticos de música contemporânea por seu conteúdo lírico, vocais e uso de melisma. Em uma retrospectiva sobre o álbum em 2005, a Entertainment Weekly chamou a música de "inspirada" e elogiou o uso de assobio na canção por Carey. Em 2006, Sasha Frere-Jones da The New Yorker nomeou a música "Carta Magna do melisma", tanto pela influência da canção quanto de Carey sobre os cantores pop e R&B e com os participantes do American Idol. Além disso, a Rolling Stone disse que "as cordas vibrantes de notas que decoram músicas como "Vision of Love", para melhor ou pior, e praticamente todas as outras cantoras de R&B desde os anos 90". O crítico da revista Slant, Rich Juzwiak, escreveu "Eu acho que ["Vision of Love"] foi uma visão do futuro mundo do American Idol." Em um comentário separado para a Slant, Juzwiak escreveu: "A última metade de "Vision of Love" (começando com a ponte com cinto) é uma série de crescimentos que se tornam tão intensos que outra Mariah tem que entrar para se manter". Juzwiak também elogiou o uso de assobio na música "E depois há a nota do assobio. E depois há o vocal final que é mais como uma montanha-russa. Se você acha que estes não são os clímax, ela prova que você errou com o desfecho, a última palavra, "Ser", se diminui em um "mm hmm hmm". Bill Lamb de About.com disse que "'Vision of Love' é uma das melhores músicas da carreira de Mariah [...] É simplesmente um dos mais impressionantes lançamentos de estreia de um artista pop".

## Performance comercial
Nos Estados Unidos, "Vision of Love" entrou na Billboard Hot 100 em #73 durante a semana de 2 de junho de 1990, e alcançou o pódio do gráfico nove semanas depois. A música permaneceu no topo da lista por quatro semanas consecutivas e ficou em sexto lugar na parada de final do ano da Hot 100. Depois de quatro semanas no número um, caiu para o número oito e passou sete semanas no top 10. Ele também ficou no topo da Hot R&B/Hip-Hop Songs por duas semanas e Hot Adult Contemporary por três semanas. Em agosto de 1990, a Recording Industry Association of America (RIAA) o certificou com ouro, denotando vendas de mais de 500 000 unidades. No Canadá, "Vision of Love" entrou no Canadian RPM Singles Chart no número 75, durante a semana de 7 de julho de 1990. Em sua oitava semana no gráfico, a canção alcançou o número um e permaneceu no gráfico um total de 17 semanas. "Vision of Love" terminou em oitavo no Top 100 de final de ano. "Vision of Love" entrou no Australian Singles Chart no número 67 durante a semana de 5 de agosto de 1990. Ele alcançou a posição número nove, e passou um total de 19 semanas no top 100. A Australian Recording Industry Association (ARIA) certificou a canção com ouro, denotando vendas de mais de 35 000 unidades.
Nos Países Baixos, a canção entrou na parada de singles no número 99, durante a semana de 14 de julho. Ela passou um total de 17 semanas no gráfico, passando duas semanas em sua posição de pico do número oito. "Vision of Love" entrou na parada francesa de singles no número 39 em 11 de novembro de 1990. Atingiu o número 25, passando duas semanas nessa posição e um total de 14 no gráfico. Na Irlanda, a música chegou ao número dez e passou seis semanas na parada de singles. "Vision of Love" liderou o ranking na Nova Zelândia, passando duas semanas consecutivas no topo da parada de singles. Depois de flutuar por 24 semanas no gráfico, a canção foi certificada em ouro pela Recording Industry Association of New Zealand(RIANZ), denotando vendas de mais de 7.500 unidades. No Reino Unido, a canção entrou no UK Singles Chart no número 74, durante a semana de 4 de agosto de 1990. "Vision of Love" atingiu o número nove em sua sétima semana, e passou um total de 12 semanas no gráfico. De acordo com a Official Charts Company, as vendas no Reino Unido são estimadas em 198.000 cópias combinadas.

## Vídeo musical

### Antecedentes

No silêncio, o rosto de Carey é marcada com os raios do sol, como ela olha para fora da janela da catedral. De acordo com Nickson, essas cenas foram os momentos em que a oração a Deus de Carey foi "óbvia"

Depois de completar o álbum, a Sony contratou Bojan Bazelli para dirigir vídeo da canção de música. Depois de filmar a primeira versão do vídeo, os executivos de gravadora sentiram que o resultado foi inferior em comparação com a qualidade da música. Eles descartaram o primeiro vídeo e re-filmaram, mudando o enredo, cenário e imagens. Após isso se espalhou na imprensa sobre os dois vídeos, um funcionário da Sony falou à imprensa sobre Carey, dizendo que "o tratamento especial realmente chateava" ele. Ele sentiu um trataram especial em Carey do que em qualquer outro artista sob da gravadora, e que a viam como uma prioridade maior. Ele também alegou que Carey foi a razão do vídeo ser re-filmado", eles gastam US$ 200 000 em um vídeo e Mariah não gostou dele. Não era grande coisa para ela." Outro funcionário estimada a quantia de ambos os vídeos em mais de US$ 450 000. Após os relatórios foram feitos, Don Ienner, o presidente da Sony, refutou as alegações, chamando de "baboseira total", embora admitindo: "Se nós vamos ter o tempo e o esforço que fizemos com Mariah, em todos os níveis, em seguida, vamos para a imagem dela da maneira correta. Se custar alguns dólares a mais para chamar a atenção em termos de imagem à direita, então vamos em frente e fazê-lo."

### Sinopse
O vídeo se passa em uma grande catedral, com grandes escadarias sinuosas em cada lado. Em todo o vídeo, o cenário muda várias vezes de um dia nublado e ensolarado, a um pôr do sol brilhante. Estas mudanças de tempo são vistos através de uma grande janela esculpida na catedral. O vídeo começa com o cabelo Carey em longos cachos dourados, e ela usando um colante preto. Ela se senta na borda grande perto da janela, olhando para as diferentes cores no céu. Com a progressão de vídeo, Carey é acompanhado por um pequeno cachorro preto, que acompanha enquanto ela medita sobre as escadas de grande porte. Após segundo verso da canção, um microfone grande é visto no meio da sala, onde as cenas de Carey cantando e de pé sobre o intercâmbio da janela borda. As últimas cenas mostram Carey olhando para o prado, sorrindo. Segundo o autor Chris Nickson, durante as cenas de Carey pela grande janela, é "óbvio" que ela está orando a Deus e se conectar a seu criador. Ele sentiu que, paralelamente a letra da canção de fé e oração, momentos do vídeo de meditação realmente entrou "de mãos dadas".

## Apresentações ao vivo

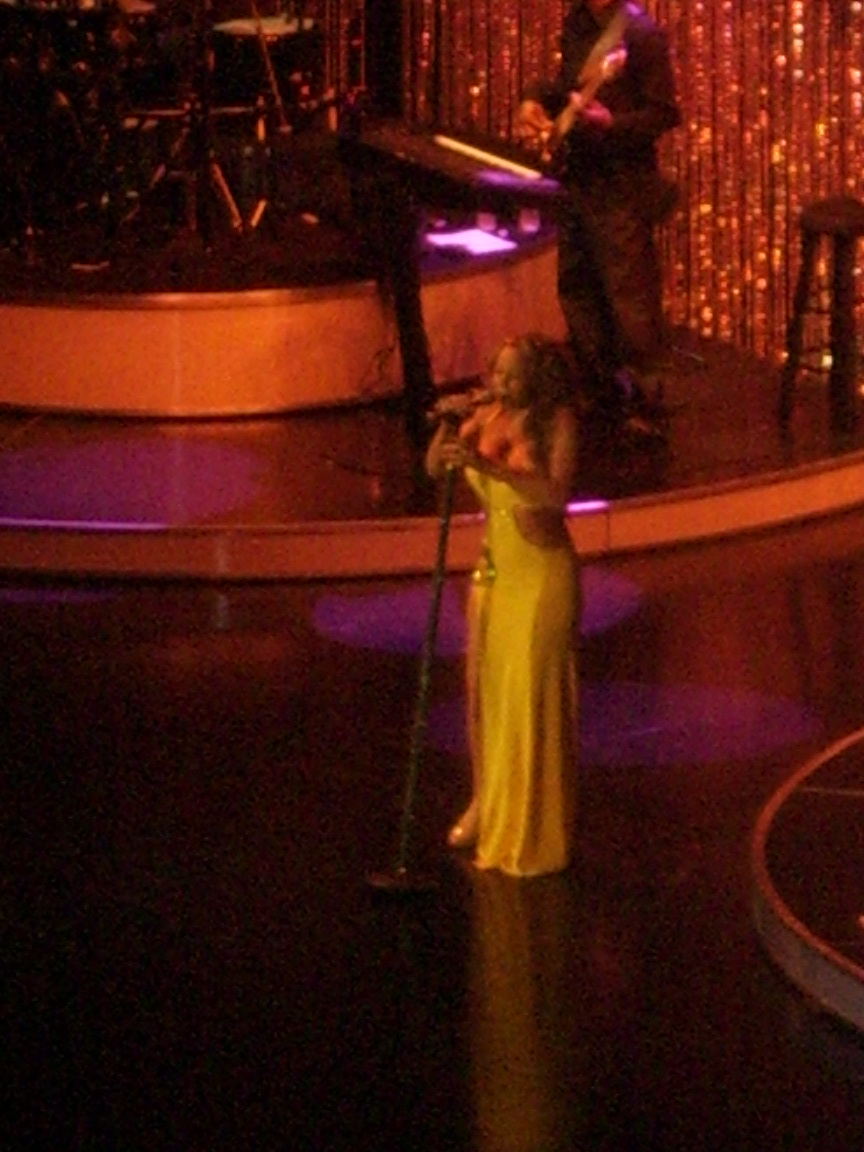
Carey performando "Vision of Love" durante a The Adventures of Mimi Tour

Servindo como seu single de estréia, Carey cantou "Vision of Love" em várias aparições ao vivo de programas de televisão e premiações, tanto nos Estados Unidos como em toda a Europa. A primeira apresentação ao vivo de Carey da música foi no The Arsenio Hall Show, onde ela foi acompanhada no palco pelo Billie T. Scott Ensemble, um trio de vocalistas masculinos. Além disso, ela cantou durante uma aparição televisionada no TATU Club de Nova York, onde também fez uma versão ao vivo de "Don't Play That Song (You Lied)" de Ben E. King. Como parte de uma apresentação ao vivo e entrevista, Carey apareceu no Good Morning America em julho de 1990, onde ela fez uma performance ao vivo da música. Nos meses seguintes, Carey cantou ao vivo no programa The Tonight Show Starring Johnny Carson, The Oprah Winfrey Show e no 33º Grammy Awards. Na Europa, Carey performou "Vision of Love" em Wogan no Reino Unido, e Sacrée Soirée e Le Monde Est A Vous na França. Em 1992, Carey interpretou a música no MTV Unplugged. A apresentação, Foi lançada em seu EP e vídeo caseiro no mesmo ano, como MTV Unplugged e MTV Unplugged +3, respectivamente. Em julho de 1993, Carey gravou uma performance de concerto ao vivo em Proctor's Theatre, que incluiu "Vision of Love". Ele foi gravado e lançado como Here Is Mariah Carey em dezembro de 1993. Além disso, a música fazia parte de um set-list de quatro músicas no BET's Blueprint, onde Carey se apresentou em julho de 2005.
"Vision of Love" foi interpretada em várias turnês e shows de Carey. Foi apresentado pela primeira vez em sua 'Music Box Tour, sua primeira turnê pelos Estados Unidos. Para as performances da música, Carey vestiu um grande casaco preto, com calças combinando e botas de couro. Ela apresentava seus cabelos encaracolados e penteados por Trey Lorenz, Melonie Daniels e Kelly Price. Em sua Daydream World Tour de 1996 , Carey mais uma vez incluiu a música no set-list da turnê. Durante seus shows no Tokyo Dome em Tóquio, no Japão, Carey vestiu um longo vestido preto, com cabelo alisado e uma faixa de cabeça combinando. Para a parte européia da turnê, Carey usou um longo vestido branco e foi acompanhada por vocalistas de apoio. Carey incluiu a música em seu set-list para seu Butterfly World Tour (1998), onde ela mais uma vez apresentou o mesmo trio de cantores de apoio. Para as apresentações do show, ela vestiu um mini-vestido puro e bege, com cabelos dourados longos e ondulados. Além disso, ela usava uma blusa de manga longa de cor creme combinando com sandálias de salto alto. "Vision of Love" foi incluída na Rainbow World Tour em 2000, assim como o Charmbracelet World Tour: An Intimate Evening with Mariah Carey (2002–03), The Elusive Chanteuse Show (2014) e Caution World Tour (2019). Durante a turnê The Adventures of Mimi Tour em 2006, Carey cantou a música em alguns shows. Para as performances da música, ela vestiu um longo vestido de festa amarelo e sapatos pretos de Christian Louboutin pumps. Mais uma vez Lorenz foi apresentado no palco, no entanto, com a adição de duas cantoras back vocals diferentes, MaryAnn e Sherry Tatum. Carey também cantou a música no Billboard Music Awards 2015 junto com Infinity para promover seu álbum número 1 To Infinity. Carey também incluiu a música em sua residência em Las Vegas, Mariah Carey Number 1's, uma compilação de seus 18 singles número 1 dos EUA. A música foi a primeira na lista cronológica, e para a performance, Carey vestiu um vestido preto de lantejoulas e seus cachos de assinatura. Carey também incluiu a canção durante as duas primeiras partes de sua residência em Las Vegas, The Butterfly Returns (2018).

## Legado
"Vision of Love" foi indicada para três prêmios na 33ª cerimônia anual do Grammy Awards, realizada em 20 de fevereiro de 1991: Record of the Year, Song of the Year e Best Female Pop Vocal Performance, vencendo a segunda. Além disso, a música recebeu o prêmio Soul Train Music Award de Best R&B/Soul Single, Female e um prêmio de Song of the Year no BMI Pop Awards. Devon Powers da Popmatters, declarou durante o lançamento dos Greatest Hits de Carey, álbum que "O Greatest Hits se move cronologicamente através dessa carreira notável, começando com "Vision of Love", o single de 1990 que introduziu a cantora para o estrelato instantâneo. Ainda assim, depois de tantos anos e músicas, é de longe entre suas melhores, se não a melhor - um testemunho simples dos tubos incríveis que lhe deram um lugar permanente na memória cultural pop". Powers acrescentou que "desde os seus primeiros momentos, a música exige ser lendária - um choque de gogo arrasando quando os vocais inspirados no gospel de Mariah cantarolam com confiança, grandiosamente".
VH1 chamado "Vision of Love", a 14ª maior canção dos anos 90. O site About.com classificou-o em quarto lugar entre seus dez maiores sucessos pop da lista de 1990 e 28 em suas 100 melhores músicas pop da lista dos anos 90. A Entertainment Weekly incluiu em sua lista de "10 grandes canções de karaokê" como uma música de karaokê, dizendo: "Você não pode fazer essa música. Sério. Enfrentar esse pulmão pode parecer um desafio divertido, mas três minutos, cinco oitavas e uma nota de 10 segundos depois, você perceberá que não conquistou a "Vision of Love". 'Vision of Love' conquistou você". A crítica Elysa Gardner do USA Today, escolheu "Vision of Love" como uma das faixas mais intrigantes, dizendo que ainda é a melhor música de Mariah. T. Field e uma equipe de pesquisa descobriram que "Vision of Love" é uma das canções que tem efeitos fisiológicos e bioquímicos em adolescentes mulheres deprimidas. A cantora de R&B Beyoncé disse que começou a fazer "corridas" vocais depois de ouvir "Vision of Love" pela primeira vez. Da mesma forma, as cantoras pop Rihanna e Christina Aguilera citaram a canção e Carey como grandes influências em sua carreira como cantora. Em uma entrevista durante os primeiros estágios de sua carreira, Aguilera disse: "Eu olhei totalmente para Mariah desde que 'Vision of Love' saiu". Kelly Clarkson também citou "Vision of Love" como uma influência em sua carreira de cantora depois de tocar a música em sua primeira performance solo de coro quando criança.
A canção foi apresentada em um episódio do final de 1990 da novela diurna All My Children, assim como em 1991, episódios de Santa Barbara e The Young and the Restless. No Brasil, a canção integrou a trilha sonora internacional da telenovela Rainha da Sucata, da Rede Globo.

## Lista de faixas
| Single Mundial (7" single) 1. "Vision of Love" 2. Trechos especiais do lançamento de estréia "Prisoner/All in Your Mind/Someday" Single no Reino Unido (7" single) 1. "Vision of Love" 2. "Sent from Up Above" | CD maxi single do Reino Unido 1. "Vision of Love" 2. "Sent from Up Above" 3. Trechos especiais do lançamento de estréia "Prisoner/All in Your Mind/Someday" |

## Créditos e equipe
Créditos adaptados das notas lineares de Mariah Carey.
- Composição – Mariah Carey, Ben Margulies
- Produção – Rhett Lawrence, Narada Michael Walden
- Instrumentos e programação – Rhett Lawrence, Jimmy Ripp
- Gravação – Rhett Lawrence
- Engenharia de áudio – Narada Michael Walden
- Vocais de fundo – Mariah Carey
- Programação – Ben Margulies, Marcus Miller, Ren Klyce
- Mixagem – Rhett Lawrence, Narada Michael Walden

## Desempenho nas tabelas musicais
| Tabela musical (1990)                         | Melhor posição |
| --------------------------------------------- | -------------- |
| Alemanha (Offizielle Deutsche Charts)         | 17             |
| Austrália (ARIA)                              | 9              |
| Bélgica (Ultratop 50 de Flandres)             | 14             |
| Canadá (RPM)                                  | 1              |
| Canadá (The Record)                           | 1              |
| Estados Unidos (Billboard Hot 100)            | 1              |
| Estados Unidos (Billboard Adult Contemporary) | 1              |
| Estados Unidos (Billboard R&B/Hip-Hop Songs)  | 1              |
| Europa (European Hot 100 Singles)             | 14             |
| França (SNEP)                                 | 25             |
| Irlanda (IRMA)                                | 10             |
| Nova Zelândia (Recorded Music NZ)             | 1              |
| Países Baixos (Dutch Top 40)                  | 8              |
| Países Baixos (Single Top 100)                | 8              |
| Reino Unido (UK Singles Chart)                | 9              |
| Suécia (Sverigetopplistan)                    | 17             |
| Suíça (Schweizer Hitparade)                   | 24             |

| Tabela musical (1990)                            | Melhor posição |
| ------------------------------------------------ | -------------- |
| Austrália (ARIA)                                 | 66             |
| Canadá (RPM)                                     | 8              |
| Canadá (RPM Adult Contemporary)                  | 4              |
| Estados Unidos (Billboard Hot 100)               | 6              |
| Estados Unidos (Billboard Adult Contemporary)    | 5              |
| Estados Unidos (Billboard Hot R&B/Hip-Hop Songs) | 5              |
| Nova Zelândia (Recorded Music NZ)                | 6              |
| Países Baixos (Dutch Top 40)                     | 52             |
| Países Baixos (Single Top 100)                   | 72             |
| Reino Unido (Official Charts Company)            | 79             |

| Tabela musical (1990–99)           | Melhor posição |
| ---------------------------------- | -------------- |
| Estados Unidos (Billboard Hot 100) | 91             |

| Tabela musical (1958–2018)         | Melhor posição |
| ---------------------------------- | -------------- |
| Estados Unidos (Billboard Hot 100) | 209            |

## Vendas e certificações
| Região                                                                                             | Certificação | Vendas   |
| -------------------------------------------------------------------------------------------------- | ------------ | -------- |
| Austrália (ARIA)                                                                                   | Ouro         | 35,000^  |
| Estados Unidos (RIAA)                                                                              | Ouro         | 500,000^ |
| Nova Zelândia (RMNZ)                                                                               | Ouro         | 5,000*   |
| *números de vendas baseados somente na certificação ^distribuições baseadas apenas na certificação |              |          |